# Jeremias Carlos David
Jeremias Carlos David (Luanda, 27 april 1993) is een Nederlands-Angolees voormalig voetballer, die doorgaans speelde als aanvaller. Tussen 2011 en 2021 was hij actief voor Helmond Sport, Al-Ahli, Helmondia, VV Gemert en NWC.

## Carrière
David werd geboren in Angola, maar verhuisde al op vroege leeftijd naar Nederland. Hij begon zijn carrière in Nederland bij de amateurclub Helmondia, wat hij op een gegeven moment verliet omdat hij opgenomen was in de jeugdopleiding van VVV-Venlo. Aldaar speelde hij vrij lang, totdat zijn contract afliep en Helmond Sport hem in 2011 overnam. Aldaar debuteerde hij op 5 augustus 2011, op bezoek bij FC Oss (3–1 verlies). In dit duel verving hij Sebastian Stachnik. Later speelde hij nog twee duels dat seizoen. In 2014 liep zijn contract af. In oktober van dat jaar kwam hij na een stage terecht bij Al-Ahli in Bahrein. Binnen een jaar keerde David terug naar Nederland, waar hij voor Helmondia ging spelen, de club waar hij de jeugd doorbracht. In april 2017 verkaste de aanvaller naar VV Gemert, waar zijn contract in zou gaan vanaf de zomer van datzelfde jaar. Na een jaar verkaste David naar NWC, waar hij in 2021 weer vertrok, om vervolgens een punt achter zijn actieve loopbaan te zetten.